# 王鍵 (萬曆進士)
王鍵（1550年—？），字德閒，直隸鎮江府金壇縣人，民籍，明朝政治人物。

## 生平
萬曆四年（1576年）丙子科應天府鄉試第一百六名，萬曆五年（1577年）聯捷丁丑科會試第七十四名，登三甲第二十二名進士。授金華府推官。

## 家族
曾祖王杲，曾任都司都事；祖父王黯；父王坊。母范氏。具庆下。